# Saara asmussi
Saara asmussi là một loài thằn lằn trong họ Agamidae. Loài này được Strauch mô tả khoa học đầu tiên năm 1863.